# Kurt Schein
Kurt Schein (* 12. Dezember 1930 in Wien; † 24. Februar 1972) war ein österreichischer Radrennfahrer und nationaler Meister im Radsport.

## Sportliche Laufbahn
Schein gewann in seiner Laufbahn insgesamt 22 Titel als Österreichischer Staatsmeister. Er war überwiegend als Bahnfahrer aktiv, bestritt auf der Straße aber auch erfolgreich Kriterien. Seine nationalen Titel gewann er in den Disziplinen Sprint, 1000-Meter-Zeitfahren, Tandemrennen, Einerverfolgung und in der Mannschaftsverfolgung. 1958 war dabei sein erfolgreichstes Jahr, als er bei den österreichischen Staatsmeisterschaften auf den Bahn fünfmal Sieger wurde. Seinen ersten Titel gewann er 1953, den letzten 1966. 1956 startete er für Österreich bei den Olympischen Sommerspielen in Melbourne und belegte dort den 11. Platz im 1000-Meter-Zeitfahren. Er bestritt auch die Mannschaftsverfolgung, in der sich das Team aus Österreich nicht platzieren konnte. Auch beim olympischen Straßenrennen wurde er eingesetzt, stieg aber vorzeitig aus dem Rennen aus. 1960 nahm er ebenfalls an den Spielen in Rom teil. Er startete dort in der Mannschaftsverfolgung. Er wurde am Wiener Zentralfriedhof bestattet. Das Grab ist bereits aufgelassen.

## Ehrungen
In seiner Heimat wurde einige Jahre lang ein Kurt-Schein-Gedenkrennen ausgerichtet.